# Batalla del Fuerte de Tabarsí
La batalla del Fuerte de Tabarsí tuvo lugar en Persia, en la provincia de Mazandarán, desde el 10 de octubre de 1848 hasta el 10 de mayo de 1849, entre las tropas de la dinastía kayar, dirigidas por Abdollah Jan, y los seguidores del Báb, liderados por Hosein-e Boshruyé y refugiados en el mausoleo del jeque musulmán Tabarsí, transformado en una fortaleza.
El mulá Hosein Boshruyé, uno de los babíes más prominentes, marchó con 202 de sus condiscípulos desde Mashhad, al este de Irán, hasta el mausoleo de Tabarsí al norte del país, junto al mar Caspio. La misión probablemente era más de tipo proselitista, pero posiblemente también para rescatar a otro líder bábí, Hosein-e Boshruyé Qoddús, quien estaba bajo arresto domiciliario en Sarí. Al llegar al santuario musulmán, los babíes —ya bajo inminente ataque de las fuerzas del monarca Mohammad Shah Qayar— construyeron una pequeña fortaleza y se refugiaron en su interior.
Existen diferentes versiones del porqué del comienzo de la batalla. Fuentes bahaíes describen a la construcción de la fortaleza en defensa propia, mientras que el gobierno persa lo describe como un intento de iniciar una sedición y construir un estado babí.
Durante las semanas que siguieron, se sumaron a la fortaleza cerca de 600 babíes, incluyendo al mismo Qoddús tras su liberación por babíes el 20 de octubre.
Los bahaíes de la actualidad consideran la batalla como una resistencia heroica contra las fuerzas opresoras del gobierno persa, que duró varios meses, aunque no está claro si el sentimiento en el momento era la misma entre los defensores del fuerte.
Se estima que ocho de los discípulos del Báb, también llamados «Letras del Viviente» (en persa حروف حی, Horuf-e Hayy), murieron en la batalla, incluyendo al mulá Hosein de 36 años de edad. Quddús fue arrestado y llevado a su ciudad natal Barforush, la actual Babol. Allí Qoddús fue entregado a una multitud que lo linchó hasta la muerte el 16 de mayo de 1849. Lo que quedó del cuerpo de Qoddús fue recogido por un amigo y enterrado en las inmediaciones.

## Antecedentes
El babismo es un movimiento religioso reformador y milenarista fundado en Persia el 23 de mayo de 1844 por un joven comerciante de la ciudad de Shiraz llamado Seyyed Alí Mohammad Shírází (1819-1850) y apodado Báb («la Puerta»), quien reivindicaba ser el Qāʾim («alzado») prometido a los musulmanes al final de los tiempos.
Este movimiento mesiánico fue la causa de un gran revuelo en la sociedad persa del siglo XIX. Percibido en un primer momento como una simple tentativa de reforma de la sociedad, el babismo se reveló como una nueva religión independiente del islam y se expandió por toda Persia, llegando a todas las capas de la población. El clero chií duodecimano, asociado al gobierno persa, respondió a este desafío al islam tradicional y a su autoridad con una persecución brutal, con el encarcelamiento del Báb y la muerte de miles, probablemente decenas de miles de fieles babíes.
En julio de 1848, el mulá Hosein-e Boshruyé, el primero y uno de los más eminentes seguidores del Báb, recibió instrucciones del Báb de alzar la bandera negra de la guerra santa para proclamar la fe babí y liberar a un líder babí, Qoddús, que se encontraba bajo arresto domiciliario en la ciudad de Sarí:

El mulá Hosein estaba aún en Mashhad cuando llegó un mensajero que le traía el turbante del Báb y que le daba la nueva que éste le había conferido un nuevo nombre, el de Seyyed Alí. «Adorna tu cabeza», decía el mensaje, «con mi turbante verde, el emblema de mi linaje y, con el estandarte negro desplegado delante de ti, apresúrate en ir a la Isla Verde y ayuda a mi amado Qoddús".

Así lo hizo el mulá Hosein el 19 de shaabán de 1264 h. (21 de julio de 1848 d. C.). La comitiva iba reuniendo partidarios en cada lugar donde paraba e incluso se les unían espontáneos.
Los babíes se pusieron en marcha hacia Sarí haciendo flotar el estandarte negro de la guerra santa, pero fueron atacados cerca del mausoleo del sheij Aḥmad ebn-e Abí Ṭaleb-e Ṭabarsí, situado a una veintena de kilómetros al sudeste de la ciudad de Barforush. Decidieron atrincherarse allí y fortificar el santuario para defenderse mejor contra las tropas de Mohammad Shah Qayar, que empezaron a sitiarles el 10 de octubre de 1848. Las opiniones varían sobre las causas de esta batalla: algunos hablan de «legítima defensa», otros, de la tentativa de instaurar un «estado babí». Las fuentes babíes y bahaíes consideran el enfrentamiento en términos escatológicos:

[...] A quienquiera lo visitaba le urgía, en términos perentorios, que se alistara bajo el estandarte negro enarbolado por Mulá Hosein. Era el mismo estandarte del que había hablado Muhammad, el Profeta de Dios, diciendo: "Si tus ojos contemplaran los estandartes negros procedentes de Jorasán, apresúrate en ir a encontrarlos, aunque tuvieras que arrastrarte sobre la nieve, ya que proclaman el advenimiento del Mahdi prometido, el Vicerregente de Dios".

### Capitanes
Los babíes se encontraban dirigidos por el mulá Hosein, la primera persona que aceptó al Báb, y por Qoddús, uno de los primeros en sufrir persecución en Persia.
Las tropas gubernamentales estaban dirigidas por Abdollah Jan, quien murió en una salida de los babíes de la fortaleza y fue sustituido por el príncipe Mehdí Qolí Mirzá.

### Puntos de vista de la batalla
El gobierno persa consideraba a los babíes como un conjunto de herejes que se había rebelado contra el gobierno y que querían crear un estado babí. Impulsados por la enemistad entre el clero duodecimano y los babíes, decidieron acabar cuanto antes con estos últimos.
Los babíes consideraban que estaban anunciando la llegada del Qāʾim y que su yihad o guerra santa de resistencia frente a las tropas del shah era legítima defensa.

## Desarrollo de la batalla
Durante las semanas siguientes, cada vez más babíes acudían al fuerte, que ciertos especialistas estiman el número en 600 fieles. El mulá Hosein dirigió las operaciones al principio de la batalla pero más tarde Qoddús se puso al frente de los babíes desde su llegada al campo atrincherado, el 20 de octubre de 1848, justo después de ser liberado en Sarí.
Los historiadores bahaíes hablan de «eventos milagrosos» durante el curso de los meses siguientes, durante los cuales una pequeña tropa de defensores inexpertos resistieron con éxito contra los regimientos gubernamentales muy superiores en número y armamento.
En octubre, habiendo muerto el día 5 Mohammad Shah y cuando el heredero de 17 años, Nasereddín Sah Kayar, guiado por su sadr-e a'zam Amir Kabir aún no había afianzado su poder, el ejército real envió desde Teherán una fuerza de unos 2000 hombres a reprimir el alzamiento babí. Al principio, los babíes mostraron su preocupación a Quddús por los suministros de agua, Qoddús les respondió:

La escasez de agua había inquietado a nuestros compañeros. Si Dios quiere, esta noche un aguacero de lluvia superará a nuestros oponentes, seguido de una fuerte nevada que nos asistirá para rechazar su asalto previsto.

Esa misma noche, los asediados pudieron recoger suficiente agua para aguantar durante un tiempo el asedio. Las barricadas de las tropas del shah se destruyeron debido a la calidad del suelo, que al ser muy arenoso se convirtió en barro. La nieve dificultó aún más el movimiento del ejército del Shah.
La noche siguiente, Qoddús anunció su voluntad de dispersar a las tropas del shah. Dos horas después de la salida del Sol, Qoddús, Hosein y unos cuantos babíes salieron del fuerte para enfrentarse a las tropas gubernamentales. Tan solo siete personas montaban a caballo, el resto iba a pie y el mismo número de personas tenían un rifle (los demás iban armados con espadas o dagas).
Salieron gritando Yā Sāhibu'z-Zamān y el ejército del shah se dispersó hacia la cercana ciudad de Afrá, lugar donde el comandante en jefe, Abdollah Jan y la mayoría de sus oficiales, se habían refugiado de la nevada.
Esta salida de los babíes se saldó con la muerte de Abdollah Jan-e Torkamán y dos de sus oficiales, Habibollah Jan-e Afghán y Nurollah Jan-e Afghán, además de cuatrocientos treinta de sus hombres que habían perecido en la batalla.
Qoddús ordenó que se hiciera un foso para proteger la fortaleza, trabajo que realizaron durante 19 días hasta completarlo.
Con la muerte de Abdollah Jan, el Mohammad Shah envió al príncipe Mehdí Qolí Mirzá al frente del ejército. El shah indicó que debían ser destruidos no solo por su rebelión contra el sah, sino por ser herejes. También envió cartas a las autoridades de Mazandarán para que aportaran tropas al príncipe.
Mehdí Qolí Mirzá envió un mensajero al mulá Hosein para preguntarle sobre sus intenciones, a lo cual él respondió:

Informa a tu amo [...] de que no tenemos ninguna intención de subvertir las bases de la monarquía ni de usurpar la autoridad de Nasereddín Shah [el heredero de la corona]. Nuestra causa se refiere a la revelación del Qāʾim prometido y se relaciona principalmente con los intereses del orden eclesiástico de este país. Podemos dar argumentos incontrovertibles y deducir pruebas infalibles en apoyo de la verdad del mensaje de que somos portadores.

Al día siguiente, el mulá Hosein y 202 compañeros suyos salieron cabalgando hacia Vás-Kas, lugar donde había acampado el príncipe Mehdí Qolí Mirzá. Las tropas gubernamentales abrieron fuego contra los babíes pero estos consiguieron entrar en las dependencias del príncipe, quien saltó descalzo por una ventana trasera a una acequia.
El 21 de diciembre, fue liberado el mulá Yusof-e Ardebilí, uno de los «Letras del Viviente», y, a la mañana siguiente, los babíes fueron atacados de nuevo por tropas del shah. Qoddús recibió un balazo en la boca, que le hizo saltar varios dientes y le hirió la garganta y la lengua. Hosein tuvo que proteger a su jefe y puso en fuga al ejército del shah tras media hora de lucha. Volvieron todos al fortín sin más acontecimientos.
A lo largo del último mes de asedio, el hambre era tal entre los asediados, que tuvieron que sobrevivir comiendo el cuero de sus zapatos, huesos aplastados y hierbas hervidas. Esta resistencia prolongada sumergió a las autoridades persas, ocupadas en la sucesión de Muhammad Shah, en un embarazo tal que el príncipe Mehdí Qolí Mirzá tuvo que ponerle fin enviando a Qoddús una proposición de paz inscrita sobre la página de la primera azora de una copia del Corán:

Juro por este mismo libro sagrado, por la justicia de Dios que la ha revelado, y la misión de quien se inspiró en sus versos, que no me alimentó de otro objetivo que el de promover la paz y la amistad entre nosotros. Salga de su fortaleza, y esté seguro de que ninguna mano se levantará sobre usted. Usted y sus compañeros, declaro solemnemente, están bajo la protección del Todopoderoso, Su Profeta Muhammad y Nasereddín Shah nuestro soberano. Juro por mi honor que ningún hombre sea del ejército, sea del vecindario, intentará atacarle. La maldición de Dios, el Vengador omnipotente esté sobre mí si, en mi corazón, tengo otro deseo que lo que acabo de decir.

Los babíes se confiaron con esta santa promesa y depusieron las armas el 10 de mayo de 1849.

## Después de la batalla

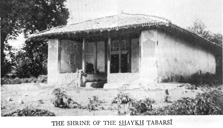
Mausoleo de Sheikh Tabarsí, donde los babíes resistieron a las tropas persas.

Los resistentes se rindieron pero fueron inmediatamente desarmados y tratados como prisioneros. El fuerte fue destruido hasta los cimientos por el ejército imperial y los babíes fueron ejecutados.
Ocho de las dieciocho Letras del Viviente murieron durante la batalla:
- Mullá Ḥusayn-i-Bushru'í.
- Muḥammad-Ḥasan-i-Bushru'í
- Muḥammad-Baqír-i-Bushru'í
- Mullá Maḥmúd Khú'í
- Mullá (`Abdu'l-)Jalíl Urúmí (Urdúbádí)
- Mullá Aḥmad-i-Ibdál Marághi'í
- Mullá Yúsúf Ardibílí
- Mullá Muḥammad-`Alí Qazvíní

Qoddús fue acompañado por el príncipe a Barforush, donde la población festejaba la victoria. El plan del príncipe era llevarlo hasta Teherán para entregarlo al joven Nasereddín Shah, pero Saíd ol-Olamá, el ulema de más prestigio de Barforush, le negó la hospitalidad hasta que matara a Qoddús con sus propias manos. El príncipe arregló una entrevista entre Qoddús y este dignatario, al cual entregó finalmente el prisionero. El 16 de mayo de 1849, Qoddús fue entregado a la población, la cual lo linchó, despedazó su cuerpo y los trozos fueron quemados. Los restos fueron recuperados por un amigo y sepultados en las inmediaciones.
Unos dos años después de la batalla, el general Abbás Qolí Jan Lariyaní rindió homenaje a los babíes y expresó su remordimiento al príncipe Ahmad Mirzá comparando la batalla a la de Kerbala, donde pereció el imam Hosein, y se comparó a sí mismo con Shimr ibn Dhil-Ŷawšan, responsable de la muerte del tercer imán chií:

Mi amado Príncipe, cómo puedo empezar a contar la historia ya que es bastante intrigante... el valor mostrado por el mulá Hosein no se ha visto en la historia... Mis soldados y yo estábamos sorprendidos por la fuerza de su dirección. Incluso más intrigante era el hecho de que todos los blancos los cuales acertaba con una espada, se cortaban de una forma extraña. [Después de las batallas] podríamos decir por los cuerpos de los muertos y las heridas quiénes habían sido blanco del mulá Hosein. [Digo esto porque] la mayoría de ellos eran mulás, ulemas o estudiantes religiosos y no habían oído el sonido de las pistolas y los cañones en su vida. Estas personas estaban muriendo por falta de comida, agua y otras comodidades y parecían físicamente exhaustas. Sin embargo, a la hora de la batalla, esta misma gente se transformaba en un nuevo espíritu y movilidad y demostraba un grado de confianza y coraje que nadie es capaz de comprender...

## Consecuencias de la batalla para el babismo
En los años posteriores a la batalla del fuerte de Tabarsí, hubo varios acontecimientos que marcaron a los babíes:
- En 1850, hubo una rebelión que acabó en masacre de los babíes en Neyriz (provincia de Fars)[25] Al mediodía del 9 de julio el Báb fue públicamente ejecutado en Tabriz junto con un joven discípulo bajo la orden de Amir Kabir.[26] Sus restos los enterraron en una fosa fuera de la ciudad. Según las fuentes babíes, los restos fueron recuperados y vagaron clandestinamente durante cincuenta años hasta ser enterrados en el Monte Carmelo (Palestina bajo mandato británico de la época, actual Israel).
- En 1852, tres babíes intentaron asesinar al rey Nasereddín Shah Qayar el 15 de agosto pero fracasaron. Esto provocó una persecución general contra los babíes de los cuales murió una gran cantidad de ellos, entre los que destacan la poetisa Qorrat ol-Eyn y Seyyed Hosein Yazdí, o fueron encarcelados, como Bahá'u'lláh.[27]